# Felimare agassizii
Felimare agassizii is een slakkensoort uit de familie van de Chromodorididae. De wetenschappelijke naam van de soort is voor het eerst geldig gepubliceerd in 1894 door Bergh.